# Чемпионат мира по настольному теннису 1991
Чемпионат мира по настольному теннису 1991 года проходил с 24 апреля по 6 мая 1991 года в городе Тиба (Япония). В ходе чемпионата были разыграны пять комплектов медалей: в мужском и женском одиночных разрядах, в мужском и женском парных разрядах, а также в миксте.
В чемпионате приняли участие 498 спортсменов из 80 стран мира: 294 мужчины и 204 женщины, в том числе 4 мужчины и 5 женщин из России.
На этом чемпионате спортсмены Северной Кореи и Южной Кореи впервые выступили одной командой под Флагом Объединения, для этого потребовалось 5 месяцев предварительных переговоров.

## Организация чемпионата

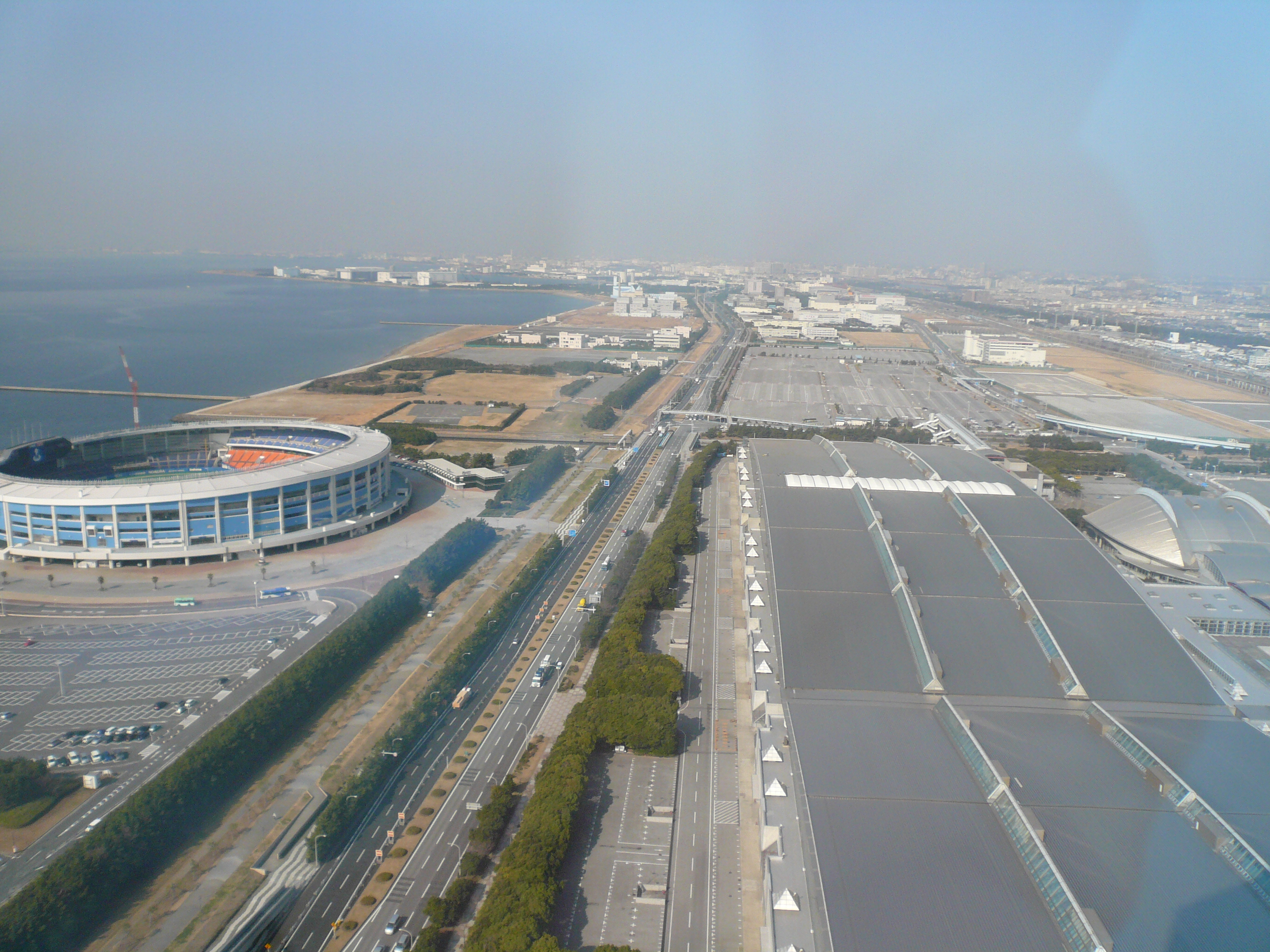
Вид на конференц-центр «Makuhari Messe» с воздуха

Чемпионат проходил в конференц-центре «Макухари Мессе».

## Результаты чемпионата

### Командные соревнования

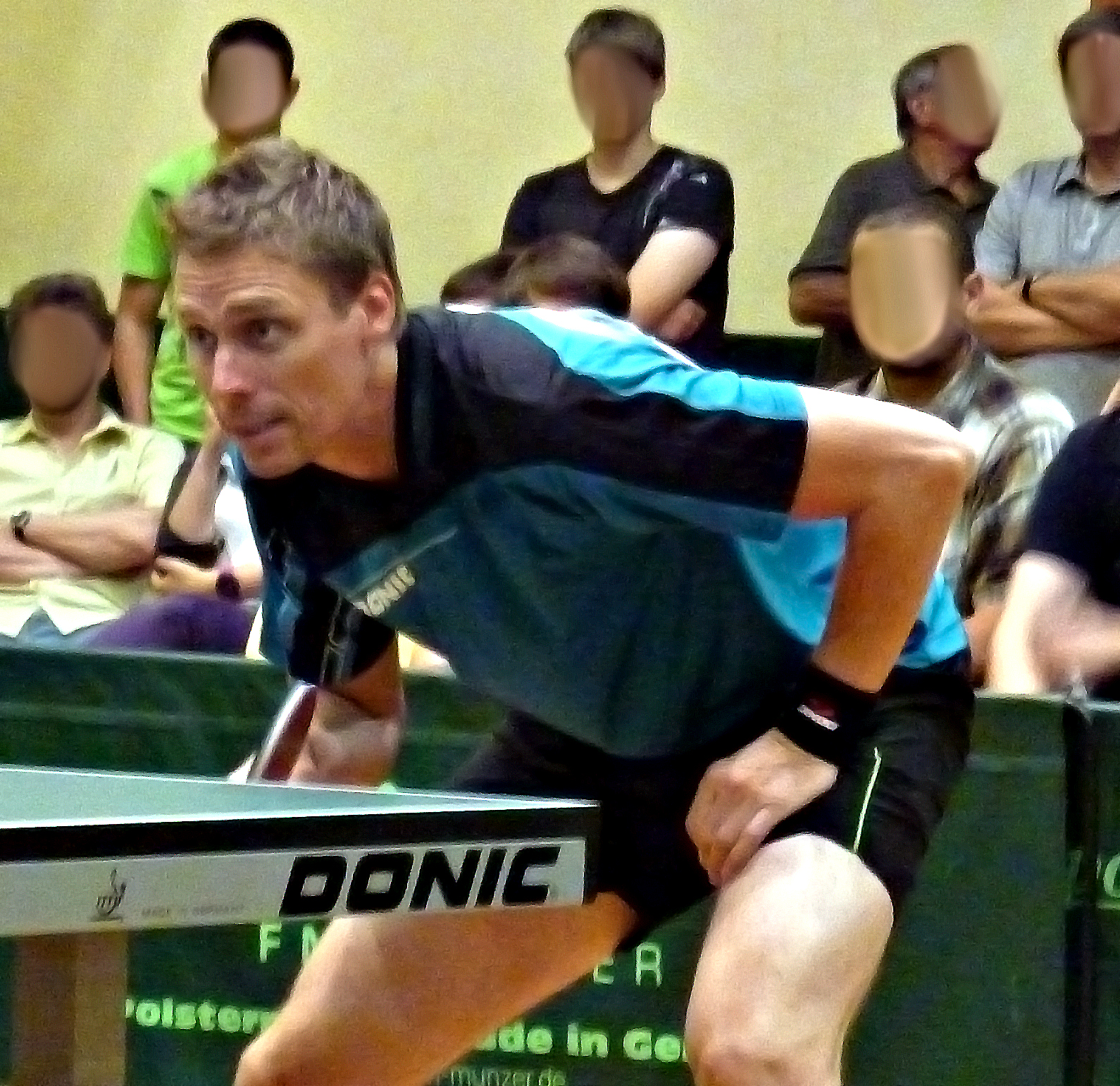
Победитель в одиночном и командном разрядах Йорген Перссон

| Разряд  | Золото                                                                                      | Серебро                                                                      | Бронза                                                                            |
| ------- | ------------------------------------------------------------------------------------------- | ---------------------------------------------------------------------------- | --------------------------------------------------------------------------------- |
| Мужчины | Швеция · Микаэль Аппельгрен · Петер Карлссон · Эрик Линд · Йорген Перссон · Ян-Уве Вальднер | Югославия · Зоран Калинич · Илия Лупулеску · Зоран Приморац · Роберт Смрекар | Чехословакия · Милан Грман · Томаш Янчи · Петр Явурек · Петр Корбел · Роланд Вими |
| Женщины | Корея Хон Чха Ок Хён Джон Хва Ли Бун Хи Ю Сун Бок                                           | Китай · Chen Zihe · Дэн Япин · Gao Jun · Qiao Hong                           | Франция · Эмманюэль Куба · Сандрин Деррьен · Сяомин Дрешу · Аньес Ле Ланник       |

### Личные соревнования

Бронзовые призёры в парном разряде братья Мазуновы

| Разряд                   | Золото                            | Серебро              | Бронза                           |
| ------------------------ | --------------------------------- | -------------------- | -------------------------------- |
| Мужской одиночный разряд | Йорген Перссон                    | Ян-Уве Вальднер      | Ким Тхэк Су                      |
| Мужской одиночный разряд | Йорген Перссон                    | Ян-Уве Вальднер      | Ма Вэньгэ                        |
| Женский одиночный разряд | Дэн Япин                          | Ли Бун Хи            | Chan Tan Lui                     |
| Женский одиночный разряд | Дэн Япин                          | Ли Бун Хи            | Цяо Хун                          |
| Мужской парный разряд    | Петер Карлссон Thomas von Scheele | Люй Линь Ван Тао     | Андрей Мазунов Дмитрий Мазунов   |
| Мужской парный разряд    | Петер Карлссон Thomas von Scheele | Люй Линь Ван Тао     | Эрик Линд Йорген Перссон         |
| Женский парный разряд    | Чэнь Цзыхэ Гао Цзюнь              | Дэн Япин Цяо Хун     | Дин Япин Ли Цзюнь                |
| Женский парный разряд    | Чэнь Цзыхэ Гао Цзюнь              | Дэн Япин Цяо Хун     | Ху Сяосинь Лю Вэй                |
| Микст                    | Ван Тао Лю Вэй                    | Се Чаоцзе Чэнь Цзыхэ | Ким Сон Хи Ли Бун Хи             |
| Микст                    | Ван Тао Лю Вэй                    | Се Чаоцзе Чэнь Цзыхэ | Калиникос Креанга Отилия Бэдеску |

## Объединённая команда Кореи
За некоторое время до чемпионата Корейская Народно-Демократическая Республика и Республика Корея впервые после разделения Кореи обсуждали возможность создания объединённых футбольной команды и команды по настольному теннису. После 22 встреч и 5 месяцев переговоров была создана объединённая команда по настольному теннису, которая выступила на 41 Чемпионате мира под Флагом Объединения. В качестве гимна команды была выбрана популярная народная песня «Ариран». 
Победа женской сборной команды Кореи над «непобедимой» до того команды Китая вызвала настоящую сенсацию в Корее. В 2012 году в Южной Корее вышел фильм Ko-ri-a (코리아, As One, Единые, Как один), рассказывающий историю этой победы. Во время съемок фильма профессиональные актёры имитировали игру в настольный теннис без мяча под руководством участницы объединённой команды Кореи 1991 года олимпийской чемпионки Хён Джон Хва.